# Käseteiler

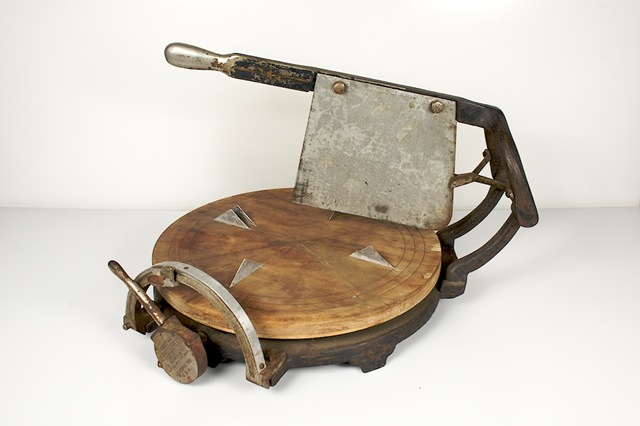
Historischer Käseteiler von 1903

Ein Käseteiler ist ein Werkzeug, mit dem ganze Käselaibe in verbrauchergerechte Stücke aufgeteilt werden können.
Der Käselaib wird eingelegt und mit einer Klinge geschnitten, die an einer Seite beweglich gelagert ist.

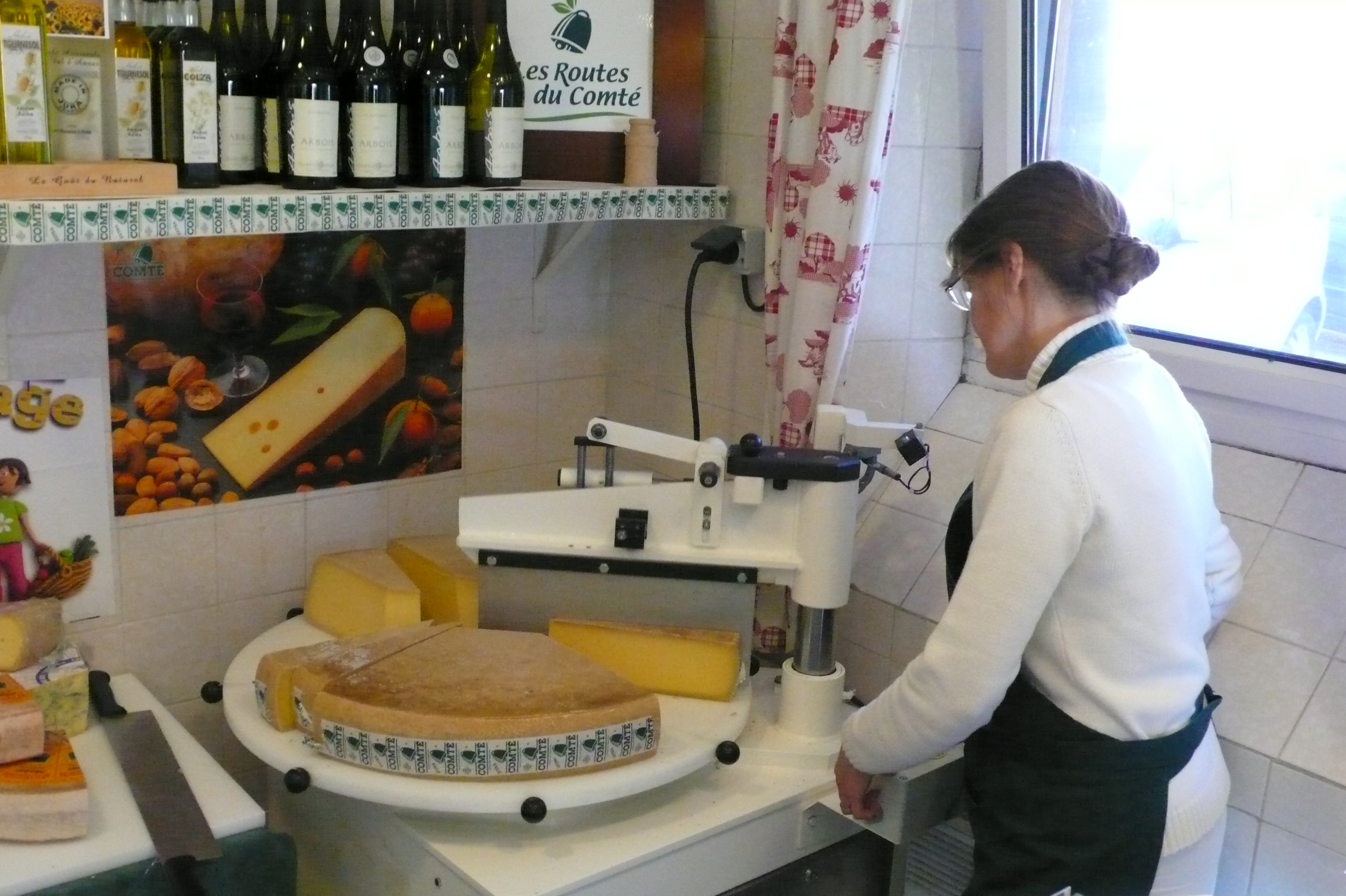
Hydraulischer Käseteiler, 2008

Für den industriellen Betrieb sind auch Maschinen mit hydraulischem oder elektrischem Antrieb verfügbar. Inzwischen wird die Technik vielfach auch zur Vorbereitung von Käseaufschnitt eingesetzt.